# Elia Kazan
Pour les articles homonymes, voir Elia et Kazan (homonymie).
Elia Kazanjoglous, dit Elia Kazan, né Elias Kazantzoglou (en grec moderne : Ηλίας Καζαντζόγλου), né le 7 septembre 1909 à Constantinople (Empire ottoman) et mort le 28 septembre 2003 à New York (États-Unis), est un réalisateur, metteur en scène de théâtre et écrivain américain d'origine grecque, décrit par le The New York Times comme « l'un des réalisateurs les plus honorés et les plus influents de l'histoire de Broadway et de Hollywood ».
Né à Constantinople (actuelle Istanbul) de parents Grecs cappadociens (en), sa famille arrive aux États-Unis en 1913. Après avoir étudié au Williams College et à l'école dramatique de Yale (en), il est acteur pendant huit ans, rejoint le Group Theatre (en) en 1932, apparaît notamment dans Ville conquise (1940), et co-fonde l'Actors Studio en 1947. Avec Robert Lewis (en) et Cheryl Crawford, son école introduit la « Méthode » sous la direction de Lee Strasberg.
Ses films portent sur des questions personnelles ou sociales qui le préoccupent particulièrement. Il écrit : « Je ne bouge pas à moins d'avoir une certaine empathie avec le thème de base ». Son premier film « problématique » est Le Mur invisible (1947), avec Gregory Peck, qui traite de l'antisémitisme aux États-Unis. Il est nommé huit fois aux Oscars et en remporte trois, dont celui du meilleur réalisateur. Son film suivant, L'Héritage de la chair (1949), est l'un des premiers films hollywoodiens à grand public à aborder les préjugés raciaux contre les Afro-Américains (en). Un tramway nommé Désir (1951), l'adaptation de la pièce de théâtre qu'il a également mise en scène, reçoit douze nominations aux Oscars et en remporte quatre, et révèle un nouvel acteur nommé Marlon Brando. Trois ans plus tard, il dirige à nouveau Brando dans Sur les quais, un film sur la corruption syndicale dans le port de New York. Il est nommé 12 fois aux Oscars et en remporte huit. En 1955, il réalise À l'est d'Éden qui révèle James Dean.
Un tournant dans sa carrière survient lors de son témoignage devant le comité parlementaire sur les activités antiaméricaines en 1952 à l'époque de la liste noire de Hollywood, qui lui vaut de vives réactions négatives de la part de nombreux amis et collègues. Son témoignage contribue à mettre fin à la carrière des comédiens Morris Carnovsky et Art Smith, ainsi qu'à celle du dramaturge Clifford Odets. Kazan et Odets avaient conclu un pacte pour se nommer devant le comité. Kazan justifie plus tard son acte en disant qu'il avait pris « seulement la plus tolérable des deux alternatives qui étaient dans les deux cas douloureuses et fausses ». Près d'un demi-siècle plus tard, son témoignage anticommuniste continue à susciter la controverse. Lorsqu'il reçoit un Oscar d'honneur en 1999, des dizaines d'acteurs choisissent de ne pas applaudir tandis que 250 personnes manifestent.
Kazan a influencé le cinéma des années 1950 et 1960 avec ses sujets provocateurs et thématiques. Le réalisateur Stanley Kubrick l'a qualifié de « sans aucun doute le meilleur réalisateur que nous ayons en Amérique, capable de faire des miracles avec les acteurs qu'il utilise:36 ». L'auteur du cinéma Ian Freer (en) conclut que même « si ses réalisations sont entachées par une controverse politique, la dette que Hollywood – et les acteurs du monde entier – lui doit est énorme ». Orson Welles dira « Kazan est un traître [...] [mais] c'est un très bon réalisateur ». En 2010, Martin Scorsese co-réalise le documentaire  A Letter to Elia en hommage à Kazan,.

## Biographie
Il est né à Constantinople dans l'Empire ottoman,,, fils d'un marchand de tapis grec,, Yorgos (George) Kazanjoglous et d'Athéna (née Sismanoglou),. Enfant, il immigre aux États-Unis avec sa famille en 1913. Sa famille s'installe dans un premier temps dans le quartier grec de Harlem, puis emménage à New Rochelle (État de New York).
Il suit ses études secondaires au New Rochelle High School, puis il s'inscrit au prestigieux Williams College où il obtiendra un Bachelor of Arts (option littérature anglaise).
Puis il suit des cours de théâtre à la Yale Drama School, de l'université Yale de 1930 à 1932.
Dans les années 1930, il s'engage dans la vie théâtrale au sein du Group Theatre d'abord comme acteur, puis comme metteur en scène (notamment de Un tramway nommé Désir de Tennessee Williams en 1947 et Mort d'un commis voyageur d'Arthur Miller, en 1949). Il est un des fondateurs, avec Cheryl Crawford et Robert Lewis, d'une école d'art dramatique, l'Actors Studio, en 1947.
Il se tourne vers le cinéma dans les années 1940,. Il réalise Un tramway nommé Désir (1951), Viva Zapata ! (1952), À l'est d’Éden (1955), Sur les quais (1954) qui est classé à la dix-neuvième place du Top 100 de l'American Film Institute, Le Fleuve sauvage (1960), la Fièvre dans le sang (1961), America, America (1963) et l'Arrangement (1969).
Il épouse Barbara Loden (réalisatrice de Wanda) en 1968.
Il reçoit en 1948 (Le Mur invisible) et en 1955 (Sur les quais) l'oscar du meilleur réalisateur, et en 1999 un oscar pour l'ensemble de sa carrière,.
Divers festivals comme celui de Cannes, des Golden Globes, des Berlinales, etc. lui ont décerné divers prix et récompenses.

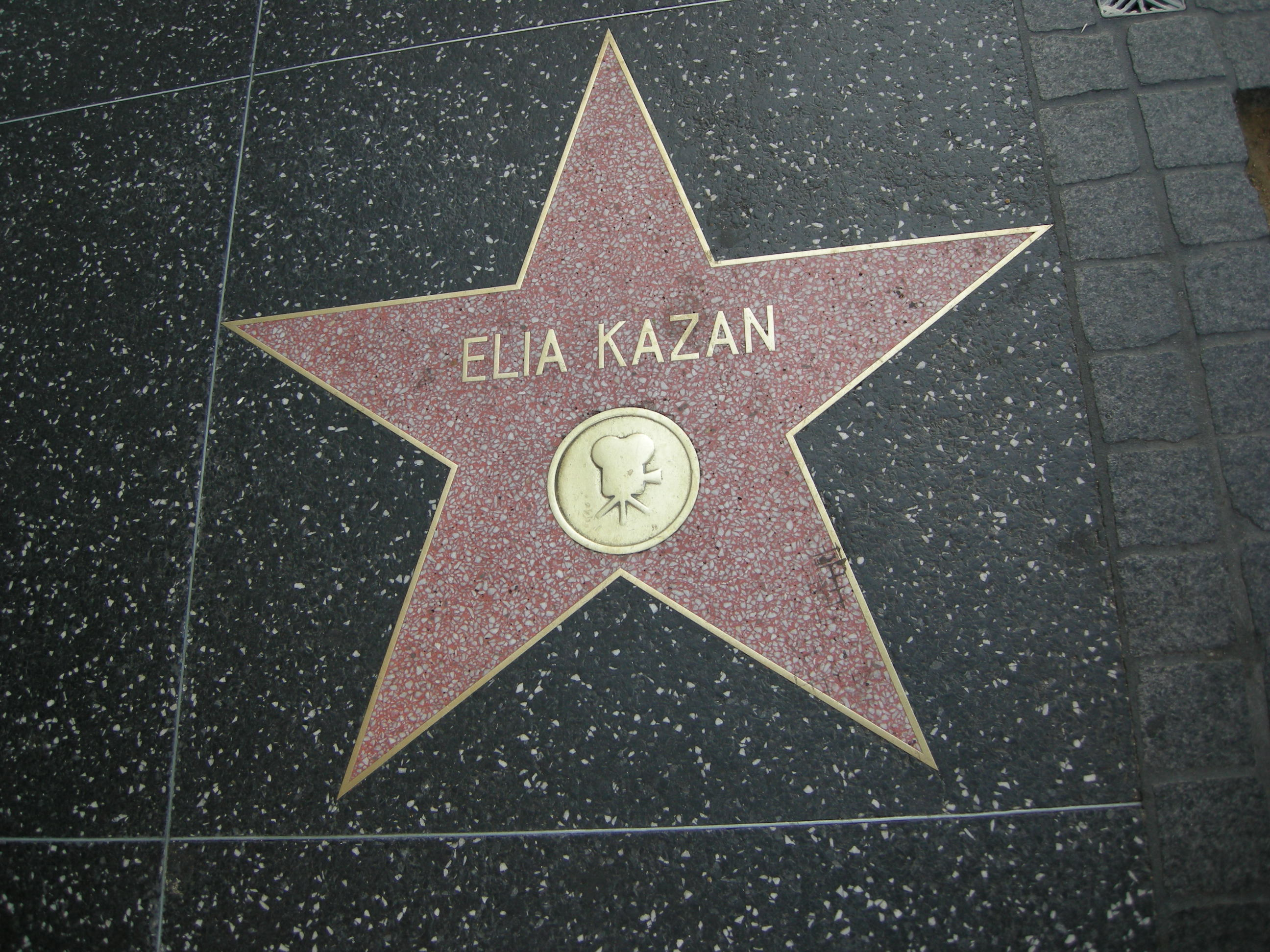
Étoile d'Elia Kazan sur le Hollywood Walk of Fame.

Elia Kazan possède son étoile sur le Hollywood Walk of Fame,.
En 1934, il adhère au Parti communiste et en est exclu en 1936. Plus tard, il participera à la chasse aux sorcières en dénonçant des gens du cinéma dont certains de ses amis appartenant à la gauche auprès de la commission des activités anti-américaines, en pleine époque du Maccarthysme.
Lors d'interviews ou même dans son autobiographie publiée en 1989 (Elia Kazan, une vie), le cinéaste s'est expliqué à de nombreuses reprises sur sa démarche de délation. Elia Kazan a pu expliquer ne ressentir ni embarras ni honte concernant ses dénonciations. Il les a revendiquées en considérant avoir fait ce qu'il pensait être juste. Cependant Elia Kazan a évoqué une forme d'indécence dans ses agissements et il en a questionné la moralité mais non la justesse selon lui.
Elia Kazan décède à l'âge de 94 ans dans son domicile de Manhattan,,,,.
Ses archives sont déposées à Reid Cinema Archives de l'université Wesleyenne.

## Pièces de théâtre

### Comme metteur en scène
- 1934 : Dimitroff
- 1947 : All My Sons d'Arthur Miller
- 1947 : Un tramway nommé Désir de Tennessee Williams
- 1949 : Mort d'un commis voyageur d'Arthur Miller
- 1955 : La Chatte sur un toit brûlant de Tennessee Williams
- 1958 : J.B. d'Archibald MacLeish
- 1959 : Doux Oiseau de la jeunesse de Tennessee Williams
- 1964 : Après la chute (After the Fall) d'Arthur Miller

## Filmographie

### Comme réalisateur

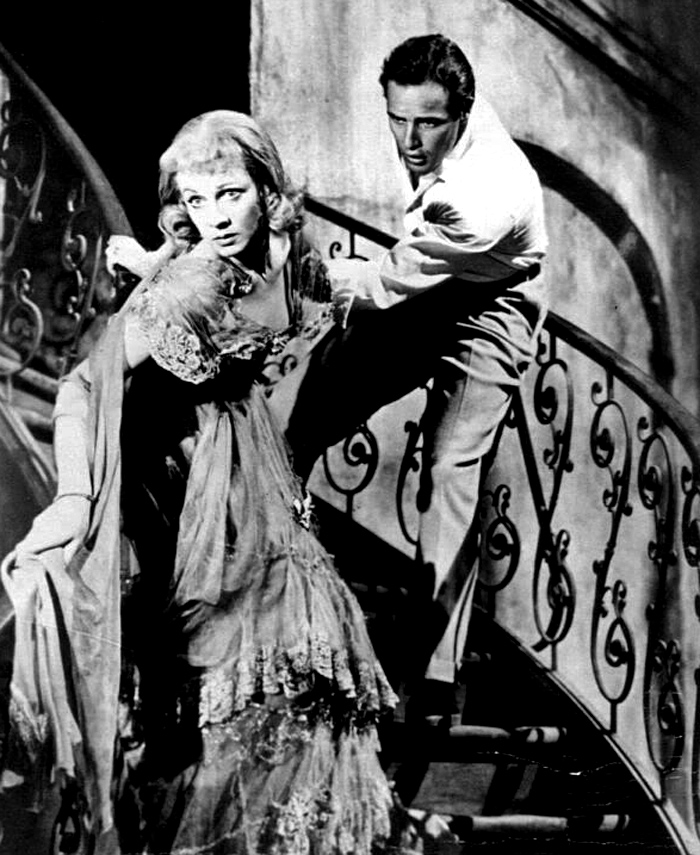
Vivien Leigh et Marlon Brando dans une scène du film Un tramway nommé Désir (1951).

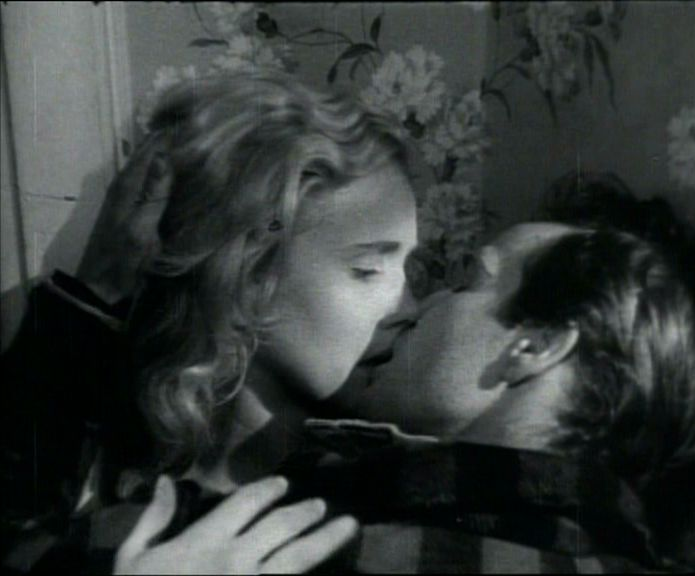
Eva Marie Saint et Marlon Brando dans le film Sur les quais (1954).

- 1937 : The People of the Cumberlands (court-métrage)
- 1940 : It's Up to You (documentaire)
- 1945 : Le Lys de Brooklyn (A Tree Grows in Brooklyn)
- 1947 : Le Maître de la prairie (The Sea of Grass)
- 1947 : Boomerang !
- 1947 : Le Mur invisible (Gentleman's Agreement)
- 1949 : L'Héritage de la chair (Pinky)
- 1950 : Panique dans la rue (Panic in the Streets)
- 1951 : Un tramway nommé Désir (A Streetcar Named Desire)
- 1952 : Viva Zapata !
- 1953 : Le Cirque en révolte (Man on a Tightrope)
- 1954 : Sur les quais (On the Waterfront)
- 1955 : À l'est d'Eden (East of Eden)
- 1956 : La Poupée de chair (Baby Doll)
- 1957 : Un homme dans la foule (A Face in the Crowd)
- 1960 : Le Fleuve sauvage (Wild River)
- 1961 : La Fièvre dans le sang (Splendor in the Grass)
- 1963 : America, America
- 1969 : L'Arrangement (The Arrangement)
- 1972 : Les Visiteurs (The Visitors)
- 1976 : Le Dernier Nabab (The Last Tycoon)

### Comme acteur
- 1934 : Cafe Universal de Ralph Steiner
- 1935 : Pie in the Sky de Ralph Steiner
- 1940 : Ville conquise (City for Conquest) d'Anatole Litvak
- 1941 : Blues in the Night d'Anatole Litvak
- 1950 : Panique dans la rue (Panic in the Streets) d'Elia Kazan
- 1993 : Le Brouillard de Zülfü Livaneli

## Œuvre littéraire

### Romans
- 1961 : America America, Paris, Stock, 1973, (America America).
- 1967 : L'Arrangement, Paris, Stock, 1969, (The Arrangement).
- 1972 : Les Assassins, Paris, Stock, 1972, (The Assassins).
- 1975 : Le Monstre sacré, (The Understudy).
- 1979 : Actes d'amour, (Acts of Love).
- 1982 : L'Anatolien, (The Anatolian).
- 1994 : Au-delà de la mer Égée, Paris, Grasset, 1995, (Beyond the Aegean, New York, Knopf  (ISBN 0679425659).)

### Publications
- Elia Kazan, une odyssée américaine, textes et images choisis et présentés par Michel Ciment, Paris, Calmann-Lévy, 1987  (ISBN 2702114466).
- Elia Kazan, Une vie, Paris, Grasset, 1989  (ISBN 2246413710).
- Kazan, Jovis Verlag GmbH, 1996  (ISBN 3931321509) (de).
- Kazan par Kazan, entretiens avec Michel Ciment, Paris, Ramsay, 1999  (ISBN 2859564519).

### Documentaires
- Des Écrivains à New York, Italiques, ORTF, 1972Italiques, deuxième chaîne de l'ORTF, 27 juillet 1972.
- Elia Kazan Outsider, film-entretien avec Elia Kazan sur sa vie et sa carrière réalisé par Michel Ciment et Annie Tresgot, Argos Films, 1982
- A Letter to Elia, documentaire de Kent Jones et Martin Scorsese, 2010
- Un Américain nommé Kazan de Claire Duguet, Arte - Folamour, 2018